# Onderzoeksrechter
Een onderzoeksrechter (in Nederland: rechter-commissaris) leidt een gerechtelijk onderzoek. Dat doet hij met behulp van rechercheurs bij de politie.
Het is de taak van de onderzoeksrechter om zowel bewijzen tegen (à charge), als voor (à décharge) de verdachte te verzamelen.
De voornaamste onderzoeksverrichtingen zijn:
- aanhouding van een verdachte
- ondervraging van de inverdenkingstelling (eventueel na dagvaarding)
- verhoor van getuigen (eventueel na dagvaarding; eventueel met anonimiteit)
- huiszoeking en inbeslagname
- deskundigenonderzoek
- opsporing van telecommunicatie
- onderzoek aan het lichaam (≠ fouilleren)
- afluisteren van telecommunicatie (telefoontap of internettap)
- DNA-onderzoek
- inobservatiestelling
- plaatsbezoek

Oorspronkelijk werkt een onderzoeksrechter bij de rechtbank van eerste aanleg. Als een onderzoeksrechter een zaak heeft onderzocht en afgerond, stuurt hij het dossier door naar de procureur des Konings (in België) of de officier van justitie (in Nederland). Deze beslist dan wat er met het dossier (en verdachte) gaat gebeuren.
In België word(t)(en) de onderzoeksrechter(s) door de koning aangewezen onder de rechters van de rechtbank van eerste aanleg. In het rechtsgebied van elk hof van beroep wijst de eerste voorzitter, na advies van de federale procureur, een bijzondere onderzoeksrechter aan voor het onderzoek van terroristische misdrijven.
In het nieuwe ontwerp van het Wetboek van Strafvordering beoogt minister Geens de hervorming van het statuut van de onderzoeksrechter: zo wil hij die omvormen naar de rechter van het onderzoek, die de procureur des Konings louter bevoegdheden zou verschaffen waardoor er maar één soort onderzoek over zou blijven, al oogst hij daarbij felle kritiek van het Openbaar Ministerie.